# تروي سادوفسكي
تروي سادوفسكي (بالإنجليزية: Troy Sadowski)‏ هو لاعب كرة قدم أمريكية أمريكي، ولد في 8 ديسمبر 1965 في أتلانتا في الولايات المتحدة.

## وصلات خارجية
- تروي سادوفسكي على موقع مرجع كرة القدم المحترفة.كوم (الإنجليزية)